# 카폴레이

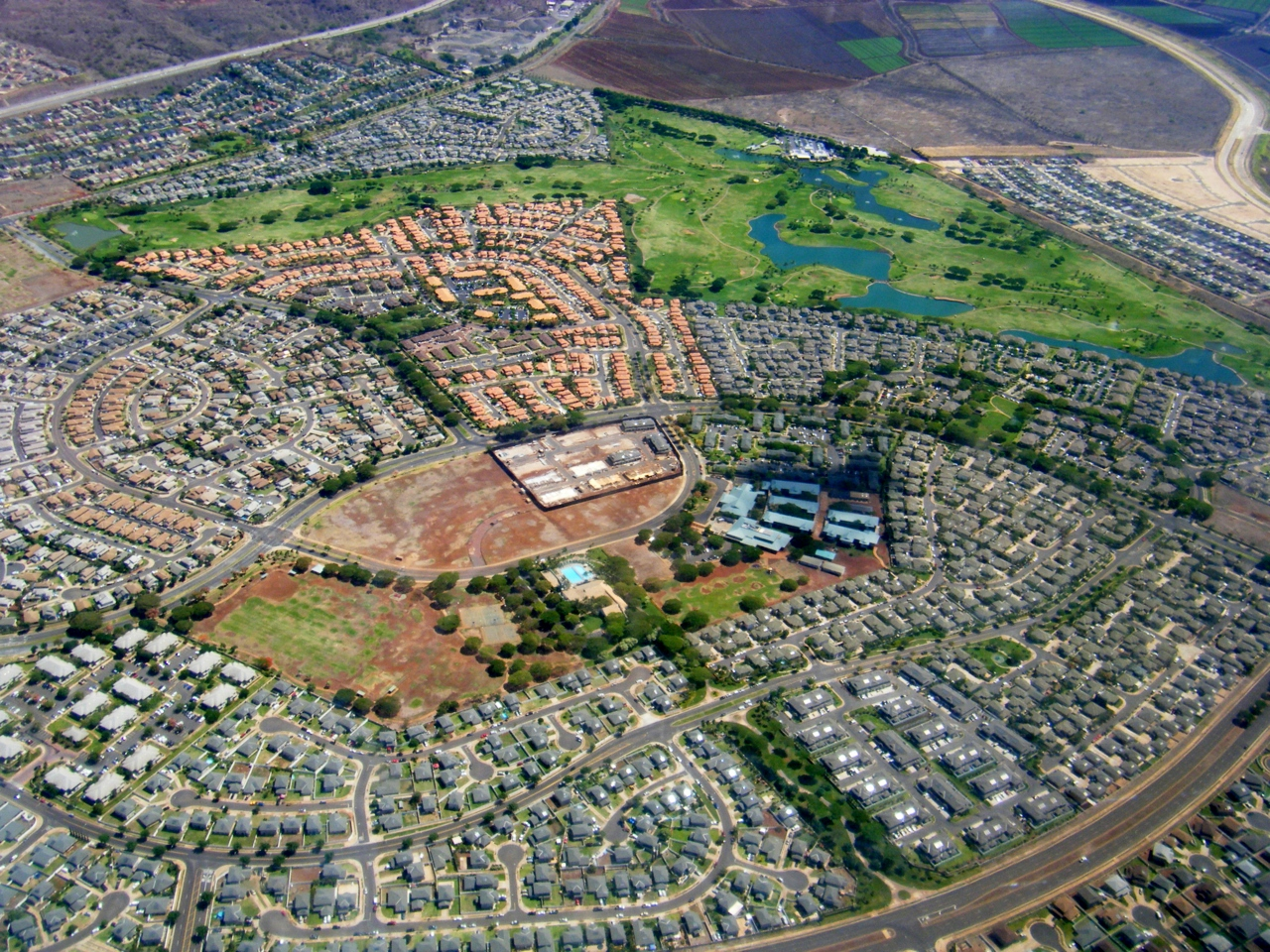
카폴레이

카폴레이(Kapolei)는 미국 하와이주 호놀룰루군의 도시다. 신도시로 조성됐으며 그로 인해 '오아후섬 제2의 도시'라는 별명이 있지만 사실 인구 조사 지정 구역으로 분류되어 있다. 10.2km2의 면적에 인구는 2010년 현재 1만5186명이다. 호놀룰루로의 통근 인구가 많아 호놀룰루와 잇는 도로만으로는 교통량을 수용할 수 없기에 카폴레이와 펄 시티를 거쳐 호놀룰루로 이어지는 하와이 경전철이 공사 중이다.

## 인구
| 인구조사              | 인구   | Note | %± |
| --------------------- | ------ | ---- | -- |
| 2020년                | 21,411 |      | —  |
| U.S. Decennial Census |        |      |    |